# Чирок пуны
Чирок пуны (лат. Spatula puna) — вид птиц из семейства утиных (Anatidae). Ранее его систематизировали как подвид разноцветного чирка (Spatula versicolor).

## Описание
Чирок пуны размером 19 дюймов. У него чёрная шапочка, нависающая ниже глаз. Нижняя часть лица и шея кремово-белого цвета. Нижняя часть окрашена серыми, а задние боковые части тёмно-коричневыми узкими полосками. Зад, грудь и низ боков — светло-кофейные с тёмно-коричневыми узкими полосками. Клюв у него светло-голубой с черными линиями посредине.

## Распространение
Чирок пуны — постоянный житель Анд в Перу, Западной Боливии, Северного Чили и крайних районов Северо-Западной Аргентины. Он обитает в больших и малых озёрах высокогорий.